# RMS Mauretania (1938)
O RMS Mauretania foi um navio de passageiros britânico operado inicialmente pela Cunard-White Star Line e construído pelos estaleiros da Cammell Laird em Birkenhead. Foi a primeira embarcação a ser construída para a recém-formada Cunard-White Star, após a fusão entre a Cunard e a White Star Line em abril de 1934.
Após a retirada do primeiro RMS Mauretania em 1934, para impedir que alguma companhia rival utiliza-se o nome e o mantivesse disponível para o novo transatlântico, foram tomadas providências para que o navio Queen da Red Funnel fosse temporariamente renomeado para Mauretania.
O novo transatlântico tinha uma arqueação bruta de 35,739 toneladas, um comprimento de 235 metros e uma boca de 27 metros. Seu exterior era muito semelhante ao RMS Queen Elizabeth. A embarcação era alimentada por dois conjuntos de turbinas a vapor de redução única, que davam 42,000 cavalos de potência (31,000 kW) e impulsionavam duas hélices. Sua velocidade operacional era de 23 nós (43 km/h), com uma velocidade máxima de 26 nós (48 km/h). Ele fez sua viagem inaugural de Liverpool para Nova York em 17 de Junho de 1939 e depois a rota Londres-NY em Agosto do ano seguinte. Ele serviu duas vezes na Segunda Guerra Mundial.